# Vorstengraf (Glauberg)

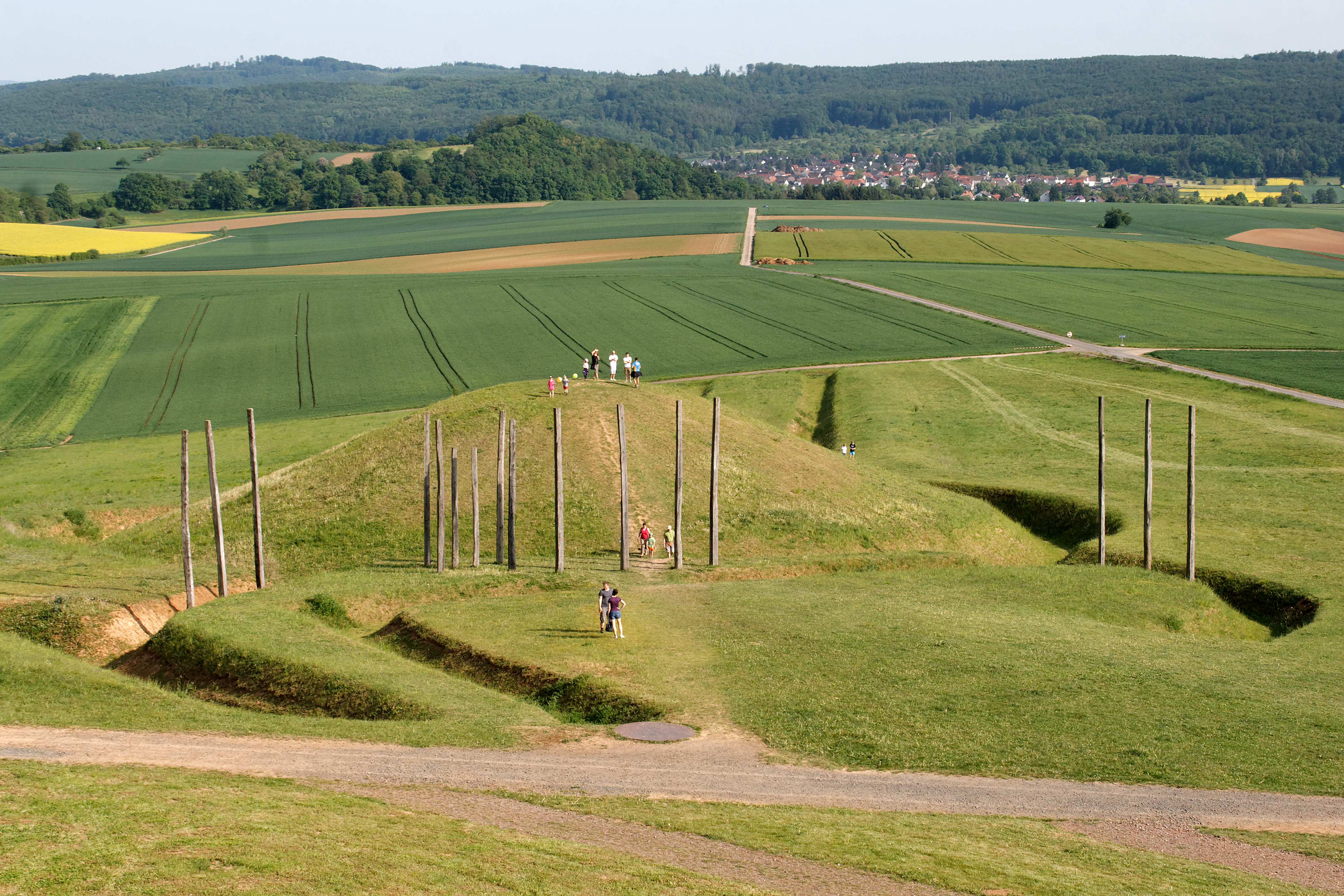
Het Vorstengraf Glauberg met de kalender

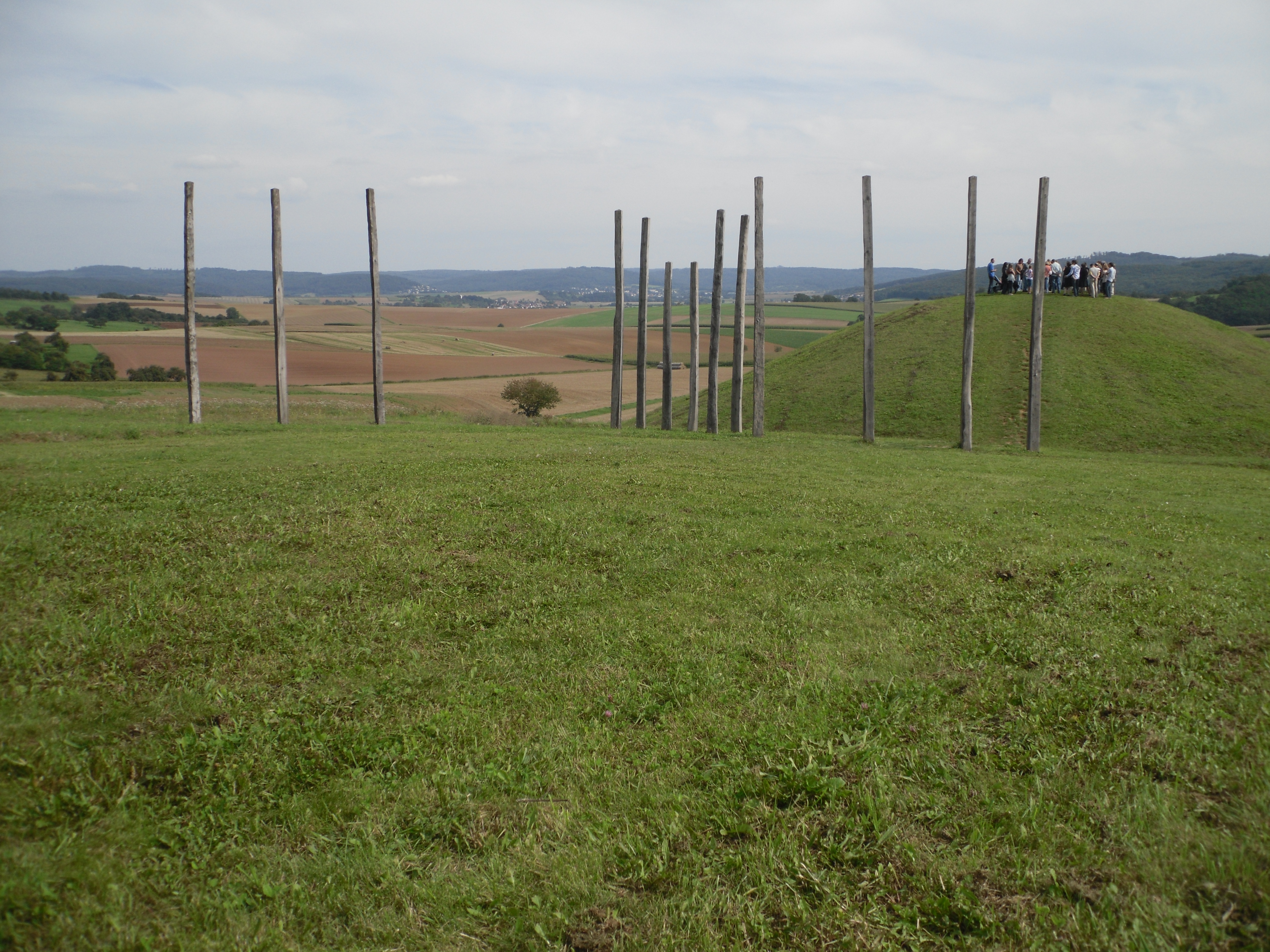
De palen met kalenderfunctie

Het Vorstengraf Glauberg is een Keltische grafheuvel (vorstengraf) in de Duitse gemeente Glauburg, die 300 meter zuidelijk van het oppidum gelegen is. De grafheuvel werd ontdekt in 1988 en werd onderzocht tussen 1994 en 1997.
Oorspronkelijk was de heuvel 50 meter in diameter en had een hoogte van 6 meter. De grafheuvel was omringd door een greppel van 6 meter breed. De heuvel moet in het landschap erg opvallend geweest zijn. In het centrum van de grafheuvel werd een lege put gevonden, misschien om grafrovers te misleiden. In het noordwesten was een grafkamer van 1 bij 2 meter groot, hier was een persoon in begraven. In het zuidoosten is een houten container met crematieresten aangetroffen. In de La Tène-periode was begraven algemeen, in de Hallstattcultuur was dat cremeren.
Aan de hand van grafgiften werd vastgesteld dat beide overledenen krijgers geweest zijn, er werd wapentuig en een zwaard aangetroffen. De grafkamer met de begraven persoon was ongeschonden en werd en bloque meegenomen naar Wiesbaden om de resten zorgvuldig te bestuderen. De grafgiften waren afzonderlijk in stof ingepakt en er werd o.a. een gouden torque en een bronzen kan, waarin mede had gezeten, aangetroffen.
Er werd een processieweg naar de grafheuvel aangetroffen, waarbij 16 paalgaten werden gevonden. Recent onderzoek heeft uitgewezen dat dit een kalenderfunctie heeft.
Op zo'n 250 meter ten zuiden van het Vorstengraf werd een tweede grafheuvel aangetroffen. Deze was door erosie en landbewerking (ploegen) totaal onherkenbaar geworden. Hierin werden ook resten van een krijger aangetroffen, samen met wapens, een fibula, een riem en een gouden ring. 
In de omgeving van de grafheuvels werd een mansgroot standbeeld van een vorst of druïde aangetroffen, de persoon draagt een torque en hoofdbedekking gemaakt van maretak. Ook heeft het een kort zwaard, een schild en een harnas. Dit standbeeld is de belangrijkste ontdekking over de keltische cultuur in Hessen. Er hebben vier van dit soort standbeelden rond de grafheuvel gestaan (zie ook Koerganstele).

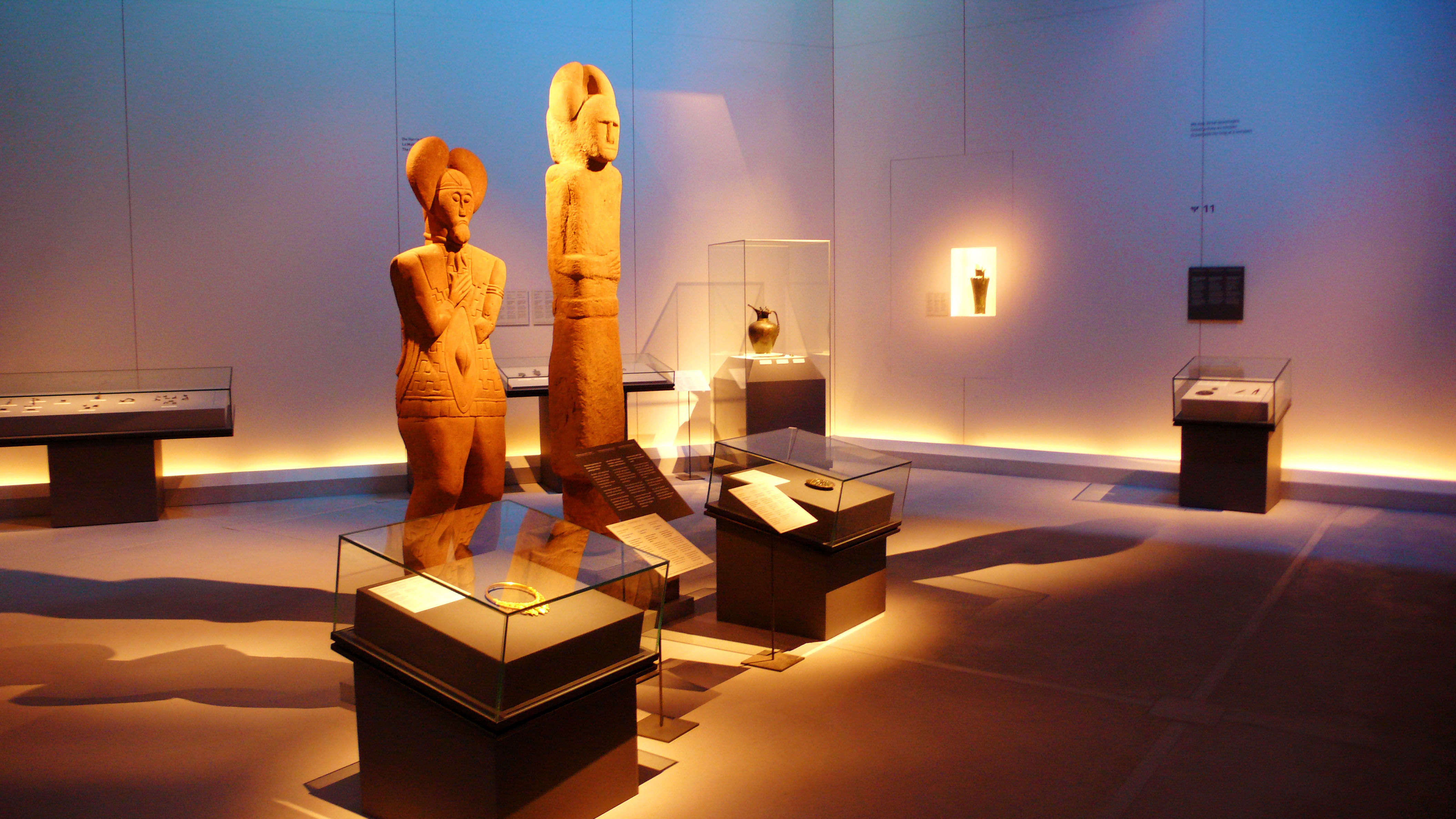
Links de Keltische vorst van Glauberg, rechts een stele gevonden in Holzgerlingen, Kunst der Kelten, Historisches Museum Bern
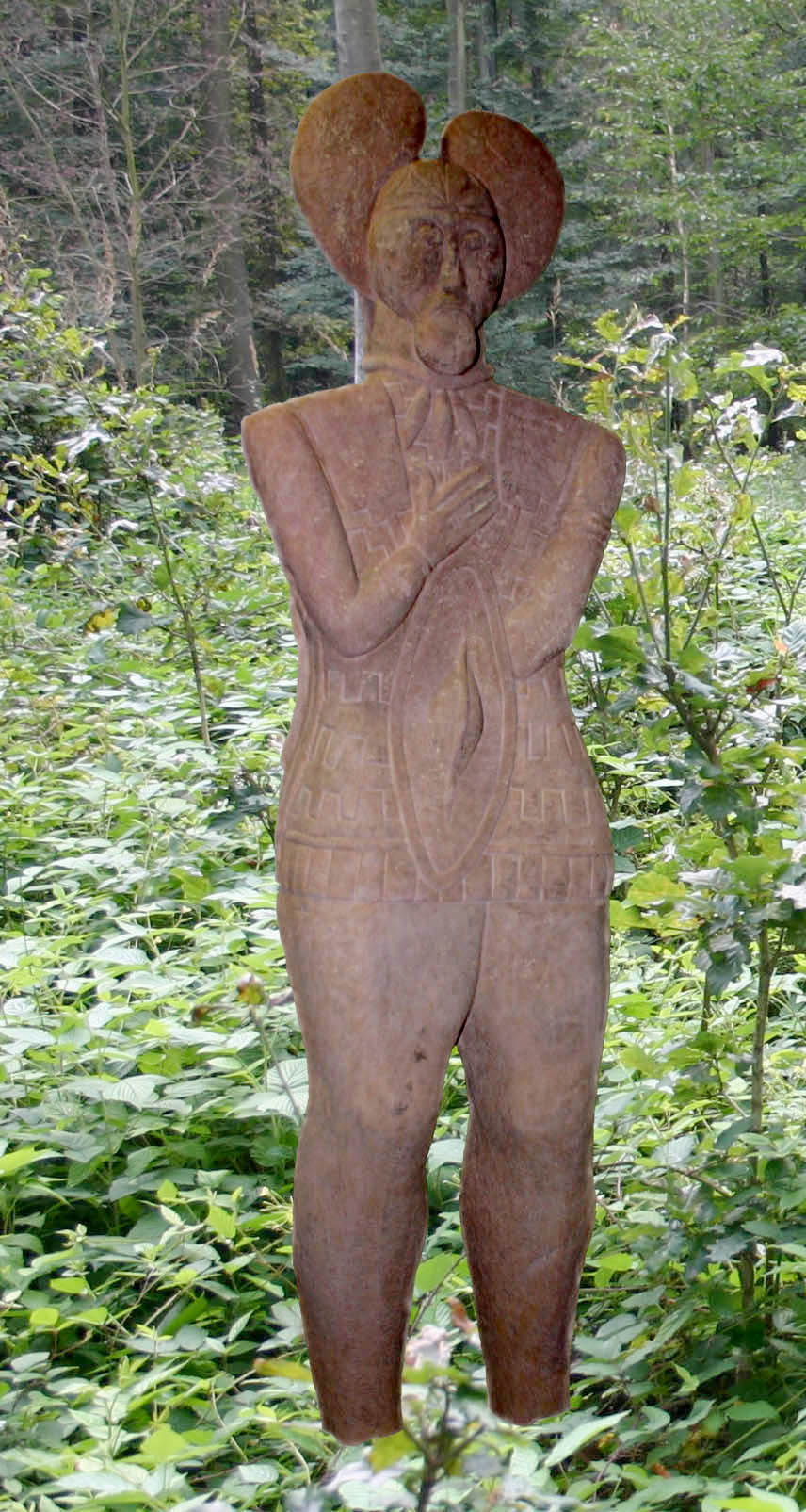
Standbeeld van de Keltische vorst van Glauberg, ca 500 v.Chr.
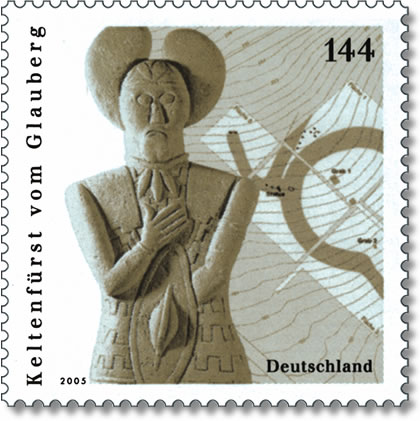
De Keltische vorst van Glauberg op een postzegel
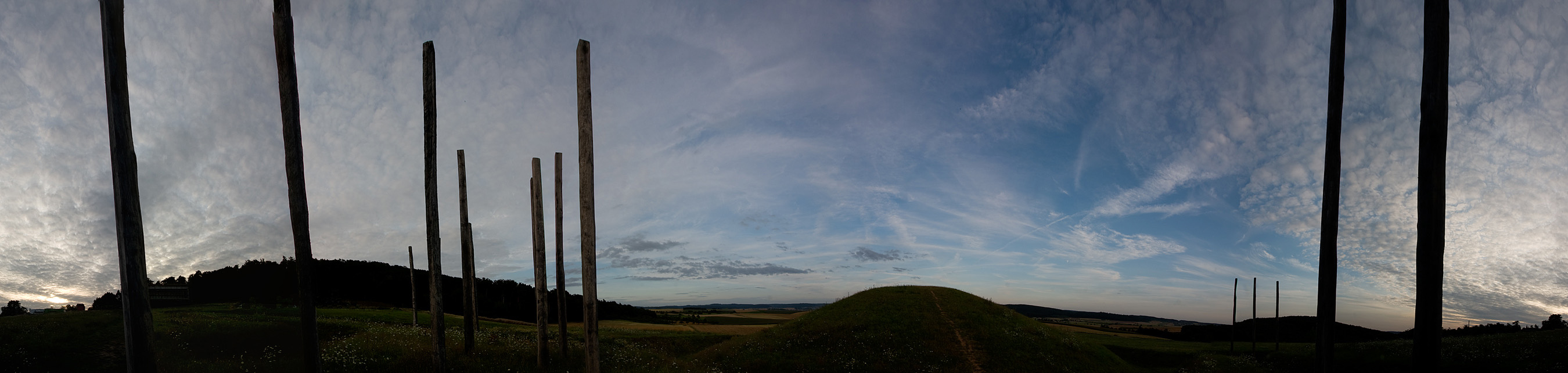
De kalender en de grafheuvel